# 司馬確
司馬確（?—?），字嗣安，西晉宗室成員，新蔡武哀王司馬騰的庶子，司馬虞、司馬矯、司馬紹的幼弟，袭封为新蔡王。

## 生平
司馬確的父親司馬騰及兄長司馬虞、司馬矯和司馬紹都因剿除并州盜汲桑、公師藩時，被反賊李豐打敗而遭殺害，司馬確繼襲父親的爵位。他歷任東中郎將、都督豫州諸軍事，鎮守許昌。永嘉之亂（310年）時，司馬確在南頓縣被石勒殺害，並無子嗣。
晉室先以章武王司馬混的兒子司馬滔繼承其祀，後來改為以汝南威王司馬祐的兒子司馬弼為後襲爵。劉裕篡晉後，司馬確一脈的封爵亦被除掉。

## 備註
1. ↑  《晉書·列傳第七》：「其後公師藩與平陽人汲桑等為羣盜，起於清河鄃縣，眾千餘人，寇頓丘。以葬成都王穎為辭，載穎主而行，與張泓故將李豐等將攻鄴。騰曰：『孤在并州七年，胡圍城不能克。汲桑小賊，何足憂也。』及豐等至，騰不能守，率輕騎而走，為豐所害。」「于時盛夏，尸爛壞不可復識，騰及三子骸骨不獲。庶子確立。」
2. ↑  《晉書·石勒載記上》：「〔勒〕北寇新蔡，害新蔡王確于南頓。」
3. ↑  《晉書·列傳第七》：「莊王確字嗣安，歷東中郎將、都督豫州諸軍事，鎮許昌。永嘉末，為石勒所害。無子，初以章武王混子滔奉其祀，其後復以汝南威王祐子弼為確後。太興元年薨，無子，又以弼弟邈嗣確，位至侍中。薨，子晃立，拜散騎侍郎。桓溫廢武陵王，免晃為庶人，徙衡陽。孝武帝立晃弟崇繼邈後，為奴所害，子惠立。宋受禪，國除。」